# قسطندي شوملي
قسطندي شوملي (مواليد 8 يوليو 1946 في بيت ساحور، فلسطين) هو دكتور تاريخ جامعي في جامعة بيت لحم.

## حياته الأولى
ولد قسطندي عام 1946 في مدينة بيت ساحور في فلسطين، وتلقى فيها وفي مدينة بيت لحم علومه الابتدائية والثانوية. ثم سافر إلى الجزائر عام 1965 والتحق بجامعة وهران، وحاز منها على درجة الليسانس في الأدب العربي، ثم سافر إلى كندا حيث حصل على شهادة الماجستير في الادب المقارن من جامعة مونتريال عام 1972، ثم سافر إلى فرنسا وحصل فيها على شهادة الدكتوراه في علم اللغة العام من جامعة السوربون كما حاز على تخصص في علمي الاتصال والاعلام من المدرسة العليا للدراسات الاجتماعية في باريس عام 1976.
عمل أستاذا زائرا في جامعة جورج تاون خلال العام الدراسي 86-87 وفي الكوليح دي فرانس عام 1995 وفي جامعة رنس خلال العام الدراسي 96-97 وجامعة كاليفورنيا (سان برناردينو) خلال الفصل الثاني لعام 2004 والعام الدراسي 2011-2012 وقام بزيارات دراسية لجامعة كامبردج في بريطانيا وجامعة لوند في السويد وجامعة برلين الحرة في ألمانيا. شارك في العديد من المؤتمرات العلمية في فرنسا وبلجيكا وألمانيا وبريطانيا والسويد والولايات المتحدة وإيطاليا والمغرب واليمن وفلسطين. وهو يحاضر في جامعة بيت لحم منذ عام 1977.

## مؤلفاته
يعتبر قسطندي شوملي كاتباً متعدد الجوانب ساهم في حركة النقد الأدبي في فلسطين، ومن خلال أبحاثه حول الصحافة الفلسطينية استطاع أن يضع سلسلة من الفهارس الخاصة بالصحف الفلسطينية القديمة. له عدة مؤلفات منها:
1. فرص العمل المطروحة أمام الخريجين. القدس: الملتقى الفكري العربي، 1981
2. مدخل إلى علم اللغة الحديث. القدس: جمعية الدراسات العربية، 1993، 1986، 1982.
3. تاريخ المؤسسة اللاسالية في الشرق. جامعة بيت لحم، 1984
4. الصحافة العربية في فلسطين: فهرس النصوص الأدبية والثقافية في جريدة فلسطين (1911-1967)، الفهرس الهجائي العام، القدس: جمعية الدراسات العربية،1990، ج1
5. الصحافة العربية في فلسطين: فهرس النصوص الأدبية والثقافية في جريدة فلسطين (1911-1967)، فهرس الأنواع الأدبية. القدس: جمعية الدراسات العربية،1990، ج2
6. الاتجاهات الأدبية والنقدية في فلسطين. القدس: دار العودة للدراسات والأبحاث، 1990
7. المرشد في كتابة البحث. القدس: جمعية الدراسات العربية، 1990.
8. الصحافة العربية في فلسطين: جريدة فلسطين: دراسة نقدية وفهرس تاريخي. القدس: مركز القدس للأبحاث، 1992، ج3
9. الصحافة العربية في فلسطين: جريدة مرآة الشرق: دراسة نقدية وفهرس تاريخ. القدس: جمعية الدراسات العربية، 1992.
10. مدخل إلى علم الترجمة. القدس: جمعية الدراسات العربية، 1996
11. الصحافة العربية في فلسطين: جريدة الأخبار. القدس: جمعية الدراسات العربية، 1996
12. الصحافة العربية في فلسطين: جريدة الكرمل. القدس: مركز اللقاء للدراسات الدينية والتراثية، 1996
13. السياحة والثقافة والتنمية في فلسطين. اليونسكو: العقد العالمي للتنمية الثقافية، 1995
14. جدلية الحياة والموت في شعر راشد حسين. الطيبة: مركز إحياء التراث العربي، 1996
15. Bethlehem 200, A guide to Bethlehem and its Surroundings. Flamm Druck, Waldbroel, 1997, English, French, German, Spanish, Italian
16. السياحة الثقافية في فلسطين، معهد أبحاث السياسات الاقتصادية الفلسطيني، رام الله، 1998
17. يت ساحور: بئر السيدة وحقل راعوت وحقل الرعاة. بيت ساحور: مطبعة الأندلس، 2001
18. بيت لحم: ببلوغرافية الفبائية بالمصادر والمراجع العربية والأجنبية. بيت لحم، مركز حفظ التراث الثقافي، 2004
19. أسماء ورموز في الأدب الفلسطيني، مركز اوغاريت الثقافي، رام الله، 2010، 184 ص
20. الحجارة الحية: المؤسسة اللاسالية في الشرق. القدس، المركز اللسالي للتنشئة في الأراضي المقدسة، 2013
21. التراث الشعبي الفلسطيني: دراسة تاريخية وببلوغرافيا. بيت لحم، مركز اللقاء للدراسات الدينية والتراثية. في الأرض المقدسة، 2013
22. الإتجاهات الفكرية والأدبية في عهد النكبة.الناصرة: مواقف، 2014
23. الصحافة العربية في فلسطين: نشأتها وتشريعاتها. عمان: الوراق، 2015
24. Bethlehem and the Holy Land. Beit--Jala: Rai, 2015
25. بيت لحم مدينة الفرح العظيم وعاصمة الثقافة العربية. بيت جالا: المطبعة البطريركية اللاتينية، 2020
26. Beit-Sahour: Home of the Shepherds, Beit Sahour Municipality, 2017.

### الكتب المشتركة
1. دراسات في اللغة والأدب. القدس: جمعية الداسات العربية، 1983
2. فن الكتابة العربية. القدس: جمعية الدراسات العربية، 1984
3. معرض الخط العربي الثالث. جامعة بيت لحم، 1984
4. حقوق المرأة. القدس: جمعية حماية وتنظيم الأسرة، 1984.
5. العائلة والدعوة. بيت جالا: المعهد الإكليريكي، 1992
6. الميلاد في بيت لحم واومبريا. بيروجيا، 2000
7. فكر الحداثة في فلسطين: مساهمات في تاريخ الثقافة. القدس، مركز الديمقراطية وتنمية المجتمع، 2011، 2015 (متوفر PDF)

وقد نشر العديد من المقالات الأدبية والعلمية في الصحف والمجلات المحلية والاجنبية باللغات الغربية والفرنسية والإنجليزية منها: أدب الخوارق، قصص الخيال العلمي، الأبجدية الصوتية العربية، الأبعاد الفكرية لظاهرة الهجرة في الأدب الفلسطيني، تطور الحركة المسرحية في فلسطين، صورة القدس في الأدب الفلسطيني، الترجمة الأدبية، الترجمة وعالمية الأدب الفلسطيني، مشكلات الترجمة الشعرية، الترجمات العربية للكتاب المقدس. ترجم العديد من الكتب منها: المعلم، الإنجيل في كتابات دستويفكي، الصراع من اجل السلام، غريب على الطريق، الصراع من اجل العدالة، لاهوت الأرض والعهد. دليل للحفاظ على المدينة القديمة في نابلس. ومن ترجماته:

### الترجمة إلى العربية
1. متحف بيت لحم الفلكلوري . القدس: مطبعة الآباء الفرنسيسيين، 1985، 26 ص
2. افتحوا قلوبكم لمريم سلطانة السلام. توماسلاف فالسك، روما، 1994، 230 ص
3. دراسات كندية. القدس: جمعية الدراسات الفلسطينية الكندية، 1994.
4. بيت لحم 2000، دليل، اليونسكو، باريس، 1995، 43 ص
5. المعلم، حياة السيد المسيح. جون بولاك، اكسفورد، 1998، 192 ص
6. الإنجيل في كتابات دستويفسكي. ارنست جوردن، فارمنجتون، 1998، 264 ص
7. الصراع من اجل السلام. تأليف يوهان كرستوف ارنولد، القاهرة: 2000
8. ولد في بيت لحم. تأليف شارل سنجر، بيت لحم، 2000
9. غريب على الطريق إلى عمواس، تأليف جون رسل، بيروت، 2000
10. رحلة حكماء الشرق: رحلة من اجل السلام إلى الأرض المقدسة. مؤسسة الأرض المقدسة، 2000
11. الصراع من اجل العدالة تأليف نعيم عتيق، القدس، 2002
12. «لاهوت الأرض والعهد». تأليف روبرت دافيسون وديفد سنكلر. الكنيسة الاسكتلندية، ادنبره، 2003 (من الإنجليزية)
13. دليل للحفاظ على المدينة القديمة في نابلس: دراسة تطبيقية. تأليف فريال فاهوم، منظمة الأمم المتحدة للتربية والعلوم والثقافية، 2003 (من الفرنسية)
14. الصحوة: معركة رجل مع قوى الظلام. فردريك زندل، منشورات دار بلاو، 97 صفحة، فارمنتجتون، بنسلفانيا، 2007
15. طفلك في عالم معاد، يوهان كرستوف أرنولد، 2010
16. موسوعة الانتخابات: الانتخابات والإعلام، تكاليف الانتخابات، معهد الديمقراطية والمساعدة في الانتخابات، ستوكهولم، 2010
17. التحول نحو الديمقراطية: الخيارات الرئيسة في عملية التحول الديمقراطي في العراق. (تدقيق وتحرير). المعهد الدولي للديمقراطية والمساعدة الانتخابية، 2012، 45 صفحة
18. تعميق الديمقراطية: إستراتيجية لتحسين نزاهة الانتخابات في جميع أنحاء العالم. (تدقيق وتحرير). اللجــنــة العـالمــيـة للانتخابات والديمقراطية والأمن.أيلول، 2012، 63 صفحة
19. إصلاح الدستور والأحزاب السياسية. (تدقيق وتحرير). اللجــنــة العـالمــيـة للانتخابات والديمقراطية والأمن.آب، 2012.
20. فلسطين الفلسطينيون: دليل سياحي. (تدقيق وتحرير). مركز دراسات السياحة البديلة، بيت ساحور، 2012
21. دليل المهارات التدريبية. (تدقيق وتحرير). مؤسسة هولي لاند ترست، 2007
22. -  مشروع إعادة تأهيل حوش السريان في حي الحريزات . بيت لحم، مركز حفظ التراث الثقافي، 2014.
23. دليل إلى فلسطين (A Guide to Palestine)، وزارة السياحية الفلسطينية، بيت لحم، 2014.
24. المسيح ينادي، صلوات لكل يوم في السنة، تأليف ساره يونج، آب 2018.
25. فلسطين: أرض الزيتون والكروم -المشهد الثقافي لجنوبي القدس-بتير.  وزارة السياحة الفلسطينية، بيت لحم، 2018.

### الترجمة إلى الإنجليزية
1. المرأة الفلسطينية في إسرائيل: واقع وتحديات. تأليف ايفيت بتريس، حيفا: 2000
2. فلسطين: ارض بلا ماء. شريط فيديو، التلفزيون الفرنسي TV5 ، 2005
3. نساء رائدات من بلدي. طاقم شؤون المرأة، ايز ميديا، رام الله. 2005
4. قصص قصيرة فلسطينية، بيالارا، القدس، 2007
5. أدوار المرأة الفلسطينية في الأربعينيات: المساهمة السياسية للمرأة الفلسطينية. د. فيحاء عبد الهادي، مركز المرأة الفلسطينية للأبحاث والتوثيق. 2012
6. إنجازات بلدية بيت لحم 2005-2012.

وتهدف الدراسات التي قام بها إلى دراسة الحياة الأدبية والثقافية في فلسطين خلال النصف الأول من القرن الماضي، وبصورة خاصة من خلال الصحافة الأدبية التي عكست صورة صادقة عن طبيعة الحياة الأدبية والثقافية في فلسطين، كما يهدف قسم من هذه الدراسات إلى تعريف القارئ بالمناهج الحديثة في دراسة الأدب ونقده، إضافة إلى محاولة لتطبيق هذه المناهج على العديد من النماذج الأدبية الفلسطينية.